# وادي رهاط
وادي رهاط  يقع شمال مكة المكرمة بحوالي 130 كيلومترا تقريبا، ويحدها من الشمال جبل البعصوص وظاهرة القشعة ومن الجنوب جبل المرعف وظاهرة الضمؤ، ومن الغرب نهاية خط النمير وجبل المرعف، ومن الشرق مرتفع الحرة بعد قرية القاع.
وتشتهر بكثرة النخيل ولا تكاد تذكر رهاط إلا ويذكر نخلها وتمرها وخصوبة أرضها وكثرة عيونها. منها جاري على سطح الأرض ومنها قد طمس، مما جعلها مرتعا يرتاده الناس لوفرة إنتاجها وخاصة من التمور التي يفيض إنتاجها على أهل المنطقة، ويقومون بتصديره خارج المنطقة، ويوجد بها مصانع بدائية للتمور. ويبلغ عدد السكان حاليا ما يقارب 8000 آلاف نسمة تقريباً.